# Franco Gualdrini

Het wapenschild van Franco Gualdrini

Franco Gualdrini (Faenza,  26 juni 1923 - Terni, 22 maart 2010) was een Italiaanse rooms-katholieke bisschop. 
Tijdens zijn middelbareschooltijd trad Gualdrini toe tot het seminarium van Faenza, waar hij het gymnasium en het lyceum bezocht. Na zijn afstuderen trad hij toe tot het Almo collegio Capranica in Rome. 
Op 1 maart 1947 werd hij priester gewijd. Nadat hij in Bagnacavallo was aangesteld tot vice-pastoor, werd hij in 1953 benoemd tot rector van het seminarium van Faenza. In 1964 werd hij aangesteld tot rector van het Almo collego Capranica.
In 1983 werd hij bisschop van het bisdom Terni-Narni-Amelia. In 2000 legde hij zijn ambt vanwege zijn leeftijd neer. In 2001 werd hij benoemd tot kanunnik van de Basiliek van Maria de Meerdere.